# Chingola
Chingola est une ville du nord de la province de Copperbelt en Zambie. Sa population s'élève à 123 108 habitants en 2010.

## Géographie
La ville est située à 1 400 m d'altitude, à environ 40 km au nord-ouest de Kitwe et 130 km au sud de Lubumbashi (République démocratique du Congo).

## Histoire
Chingola est fondée en 1943 durant l'époque coloniale de la Rhodésie du Nord, afin de servir la mine de Nchanga.
L'extraction du cuivre reste l'activité principale de la ville, avec de grands sites industriels, des exploitations artisanales et des sites illégaux.

## Personnalités
- Richard Moth (1958-), évêque catholique anglais.
- Samuel Matete (1968-), athlète zambien, champion du monde du 400 m haies.
- Caitlin De Ville (1989-), violoniste zambienne, issue de la minorité blanche, y est née.